# Partido de Arriba
Partido de Arriba es uno de los cuatro en que históricamente se divide la Merindad de Valdivielso en el Corregimiento de las Merindades de Castilla la Vieja, situadas en la provincia de Burgos, comunidad autónoma de Castilla y León (España).

## Lugares que comprendía
Comprendía los siguientes seis lugares, todos con jurisdicción de realengo.
| - El Almiñé - Puente de Arenas | - Quintana | - Santa Olalla | - Toba - Valdenoceda |  |

## Historia
A la caída del Antiguo Régimen todos los lugares quedaron agregados al ayuntamiento constitucional de Merindad de Valdivielso , en el partido de Villarcayo perteneciente a la región de Castilla la Vieja.

## Demografía
En el padrón municipal de 2007 este partido contaba con 223 habitantes, siendo Valdenoceda la localidad más poblada con 62 habitantes.